# Globulariopsis adpressa
Globulariopsis adpressa là một loài thực vật có hoa trong họ Huyền sâm. Loài này được (Choisy) Hilliard mô tả khoa học đầu tiên năm 1999.